# 홍콩의 행정장관
홍콩특별행정구 행정장관(중국어 정체자: 香港特別行政區行政長官, 간체자: 香港特別行政区行政长官, 병음: Xiānggǎngtèbiéxíngzhèngqūxíngzhèngzhǎngguān 샹강터볘싱정취 싱정장관[*], 광둥어: 香港特別行政區行政長官 향항특별행정구 행정장관, 영어: Chief Executive of Hong Kong Special Administrative Region, 약어 : CE)는 국가수반에 해당하는 홍콩의 행정장관이다. 1997년 7월 1일 성립되었으며, 홍콩 총독에 이어서 홍콩 전체를 대표하는 직무이다. 선거위원회가 선출하며, 국무원총리(중앙인민정부 수장, 중화인민공화국 수반)가 임명하며, 행정장관의 임기는 5년 중임제이며, 1번의 연임이 가능하다.

## 역대 행정장관 목록
| 대       | 사진           | 이름 (출생연도~사망연도) | 취임일          | 퇴임일            | 득표율                | 비고 |
| -------- | -------------- | ------------------------ | --------------- | ----------------- | --------------------- | ---- |
| 1        |                | 둥젠화 (1937~)           | 1997년 7월 1일  | 2002년 6월 30일   | 320/398표 (80.4%)     |      |
| 1        | 2002년 7월 1일 | 둥젠화 (1937~)           | 2005년 3월 12일 | 무투표 당선       | 사임                  |      |
| 권한대행 |                | 도널드 창 (1944~)        | 2005년 3월 12일 | 2005년 5월 30일   | -                     |      |
| 권한대행 |                | 헨리 탕 (1952~)          | 2005년 6월 1일  | 2005년 6월 20일   | -                     |      |
| 2        |                | 도널드 창 (1944~)        | 2005년 6월 21일 | 2007년 6월 30일   | 무투표 당선           |      |
| 2        | 2007년 7월 1일 | 도널드 창 (1944~)        | 2012년 6월 30일 | 649/772표 (84.1%) |                       |      |
| 3        |                | 렁춘잉 (1954~)           | 2012년 7월 1일  | 2017년 6월 30일   | 689/1,050표 (65.6%)   |      |
| 4        |                | 캐리 람 (1957~)          | 2017년 7월 1일  | 2022년 6월 30일   | 777/1,163표 (66.8%)   |      |
| 5        |                | 존 리 (1957~)            | 2022년 7월 1일  |                   | 1,416/1,424표 (99.4%) |      |

## 같이 보기
- 중화인민공화국의 주석
- 중화인민공화국의 국무원총리
- 마카오의 행정장관
- 중화민국 총통